# Jedwabnik dębowy

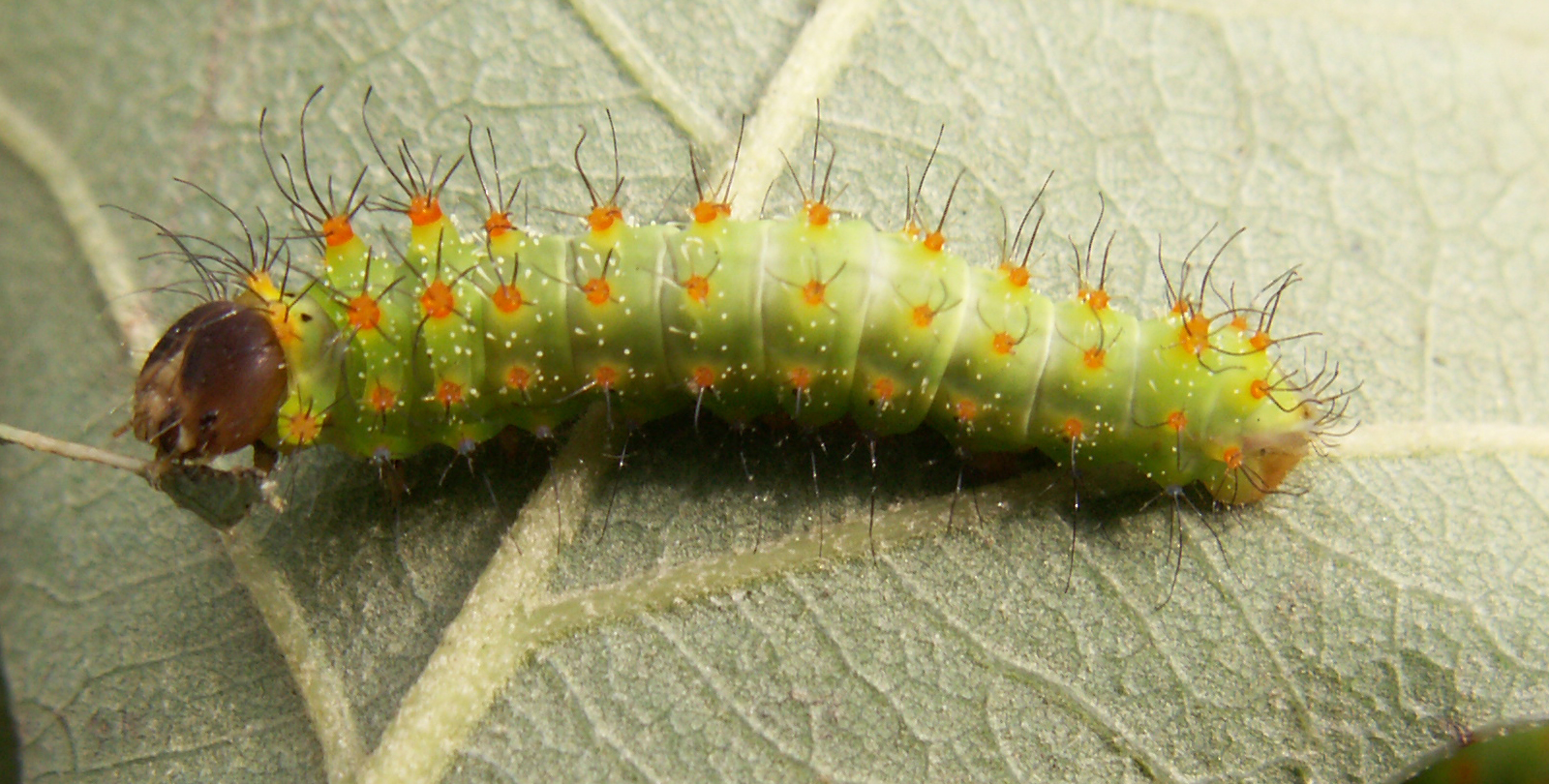
gąsienica

Jedwabnik dębowy (jedwabnik dębowy chiński, jedwabniczka chińska, tussor) (Atheraea pernyi) — gatunek motyla z rodziny pawicowatych.
Występuje na obszarze Chin. Jest koloru żółtobrązowego. Jego gąsienice wytwarzają duży kokon. Jedwabnika dębowego hoduje się głównie w Chinach dla jedwabiu.